# Ascogaster rufidens
Ascogaster rufidens är en stekelart som beskrevs av Wesmael 1835. Ascogaster rufidens ingår i släktet Ascogaster och familjen bracksteklar. Arten är reproducerande i Sverige. Inga underarter finns listade.